# Sanctuaire Notre-Dame-de-Lapa de Quintela
Pour les articles homonymes, voir Sanctuaire Notre-Dame.
Le sanctuaire Notre-Dame-de-Lapa de Quintela est une église située dans la paroisse civile de Quintela (pt) dans la municipalité de Sernancelhe au Portugal.
C'est là que se trouve l'image originale de Notre-Dame de Lapa (pt).
La première chapelle fut construite en 1498. L'église actuelle a été construite au XVIIe siècle par les Jésuites.
Le sanctuaire conserve au cœur du rocher l'image miraculeuse de Notre-Dame de Lapa.
Il convient de mentionner d'innombrables trésors offerts par les rois et les reines, le décor de l'autel de la crucifixion et la mort de saint Joseph.
Le maître-autel de Notre-Dame-de-Lapa a été construit sur le site où selon la légende, la petite Joana a trouvé l'image cachée par les religieuses.
Notre-Dame-de-Lapa au Portugal et Saint-Jacques-de-Compostelle en Espagne ont été, à certains moments de l'histoire, les deux sanctuaires les plus importants de la péninsule ibérique.
Le culte de Notre-Dame de Lapa est réparti entre le Portugal, le Brésil et d'autres anciennes colonies portugaises, où se trouvent de nombreuses églises Notre-Dame-de-Lapa.